# Claytonia

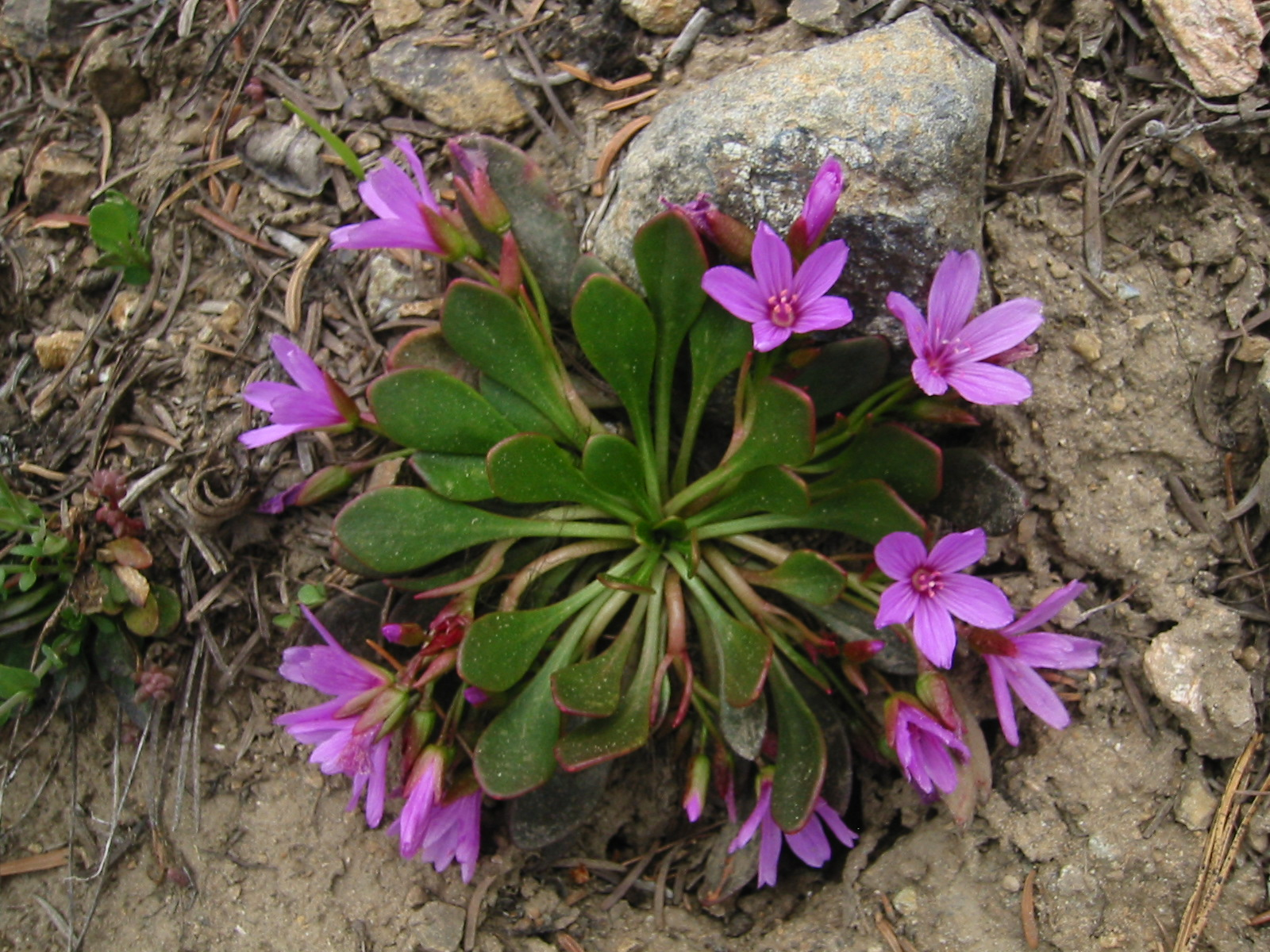
Claytonia megarhiza

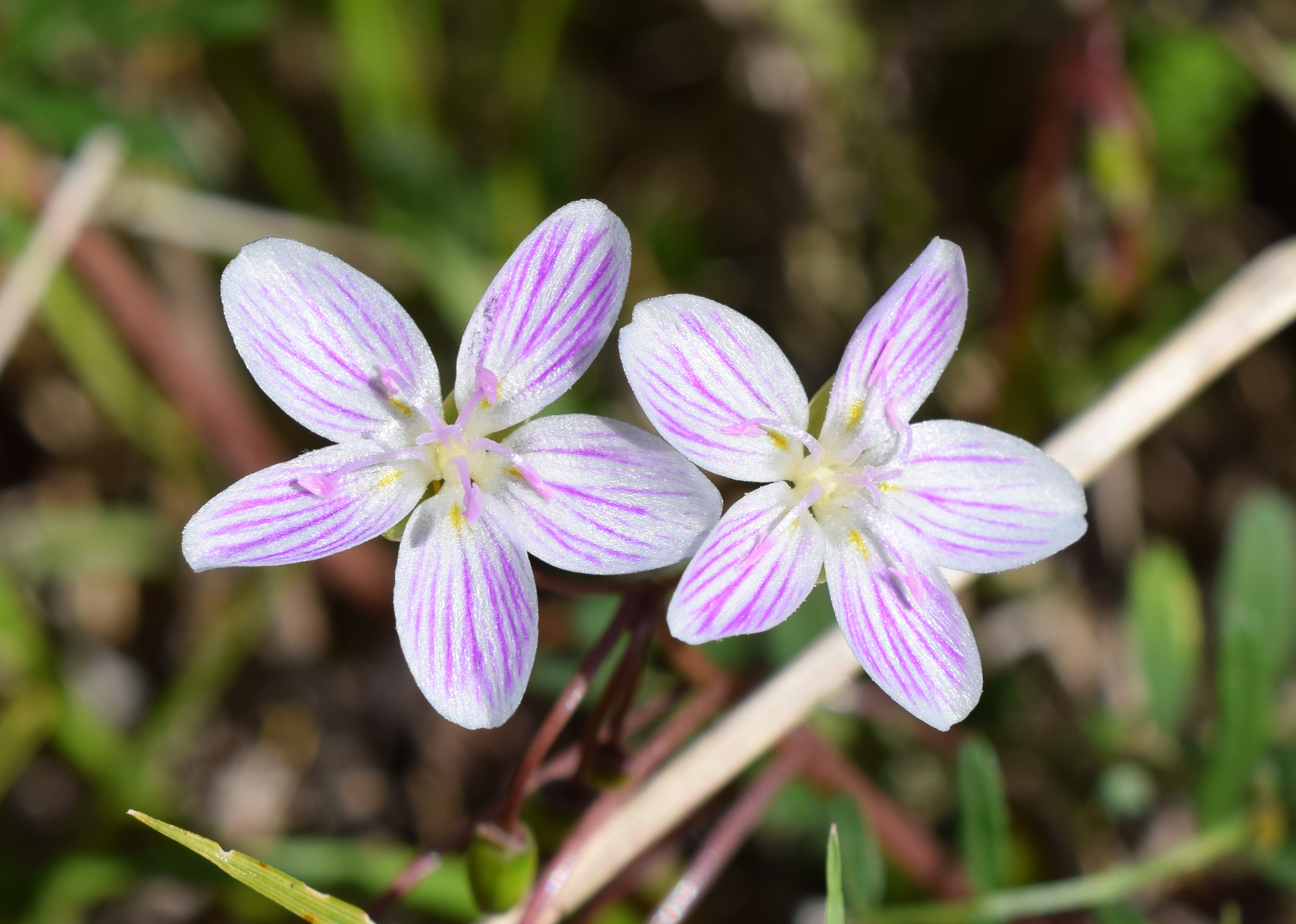
Hoa của Claytonia virginica

Claytonia (vẻ đẹp mùa xuân) là một chi thực vật có hoa có nguồn gốc từ Bắc Mỹ, Trung Mỹ và Châu Á. Chi này trước đây được bao gồm trong Họ rau sam nhưng hiện được phân loại trong họ Montiaceae, có nguồn gốc chủ yếu ở các dãy núi ở khu vực châu Á và Bắc Mỹ, với một vài loài kéo dài về phía nam đến Guatemala ở Trung Mỹ và tây bắc Kazakhstan, Mông Cổ và Nga ở Đông Á.
Chi Claytonia đã được chuyển đến từ năm 2009 từ họ purslane (họ rau sam) với việc áp dụng hệ thống APG IV, nơi đã công nhận chúng thuộc họ Montiaceae. Một số loài trước đây được điều trị trong chi Montia liên quan. Một nghiên cứu khoa học toàn diện về Claytonia đã được xuất bản năm 2006.
Claytonia perfoliata, loài được xem như là sa lát của người khai thác vàng được đặt tên như thế, được phân phối khắp vùng núi phía Tây Bắc Mỹ trong vùng đất ẩm và thích những khu vực gần đây đã bị xáo trộn. Loài này có tên do được sử dụng như một món salad xanh tươi của những người khai thác trong Cuộc đua vàng năm 1849 ở California.

## Loài
Tính đến  năm January 2019, Plants of the World Online của Kew liệt kê 33 loài được chấp nhận:
- Claytonia acutifolia Pall. ex Willd.
- Claytonia arctica Adams
- Claytonia arenicola L.F.Hend.
- Claytonia arkansana Yatsk., R.Evans & Witsell
- Claytonia caroliniana Michx.
- Claytonia cordifolia S.Watson
- Claytonia exigua Torr. & A.Gray
- Claytonia gypsophiloides Fisch. & C.A.Mey.
- Claytonia joanneana Schult.
- Claytonia lanceolata Pursh
- Claytonia megarhiza (A.Gray) Parry ex S.Watson
- Claytonia multiscapa Rydb.
- Claytonia nevadensis S.Watson
- Claytonia obovata Rydb.
- Claytonia ogilviensis McNeill
- Claytonia ozarkensis John M.Mill. & K.L.Chambers
- Claytonia palustris Swanson & Kelley
- Claytonia panamintensis Stoughton
- Claytonia parviflora Douglas
- Claytonia peirsonii (Munz & I.M.Johnst.) Stoughton
- Claytonia perfoliata Donn ex Willd.
- Claytonia rosea Rydb.
- Claytonia rubra (Howell) Tidestr.
- Claytonia sarmentosa C.A.Mey.
- Claytonia saxosa Brandegee
- Claytonia scammaniana Hultén
- Claytonia serpenticola Stoughton
- Claytonia sibirica L.
- Claytonia tuberosa Pall. ex Schult.
- Claytonia udokanica Zuev
- Claytonia umbellata S.Watson
- Claytonia virginica L.
- Claytonia washingtoniana (Suksd.) Suksd.